# Lago Castle
El lago Castle  es un lago glaciar situado en las montañas Ruby, en el condado de Elko, en el noreste de Nevada, Estados Unidos. Se encuentra en la cabecera del cañón Kleckner, a una altitud de 2985 metros sobre el nivel del mar. Tiene una superficie de 5,7 hectáreas y una profundidad máxima de 4,6 metros. Se encuentra dentro del Bosque nacional Humboldt-Toiyabe.
Es una de las fuentes de Kleckner Creek, que después de salir de las montañas se fusiona con otros arroyos para formar el río South Fork Humboldt.